# Pantepec (Puebla)
Pantepec è un comune dello stato di Puebla in Messico, il cui capoluogo è la località omonima.
Conta 18.453 abitanti (2015) e ha una estensione di 222,27 km².
Il suo nome in lingua nahuatl significa luogo sopra la collina.